# Río Aniezo
El río Aniezo es un curso fluvial lebaniego (Cantabria, España) perteneciente a la cuenca hidrográfica del río Deva, al cual afluye, no antes de haberse juntado con el río Bullón. Tiene una longitud de 8,989 kilómetros, con una pendiente media de 12,1º. Comparte el nombre con el pueblo cántabro de Aniezo y se sitúa en el municipio de Cabezón de Liébana.